# J.T. Walsh
James Thomas Patrick "J.T." Walsh, född 28 september 1943 i San Francisco, Kalifornien, död 27 februari 1998 i La Mesa, Kalifornien, var en amerikansk skådespelare. 
Efter att ha studerat vid Clongowes Wood College på Irland började han studera vid University of Rhode Island där han deltog i flera teaterproduktioner. 1974 upptäcktes han av en regissör och började spela i off-Broadway-produktioner. Hans filmkarriär startade först 1982 och han kom att spela i 73 olika filmer fram till sin död.

## Filmografi (filmer som haft svensk premiär)
| - 1983 – Eddie Macons flykt - 1986 – Hannah och hennes systrar - 1986 – Power - 1987 – Good Morning, Vietnam - 1987 – En bricka i spelet - 1987 – Bäddat för trubbel - 1988 – Tequila Sunrise - 1989 – The Big Picture - 1989 – Dad - 1989 – Why Me ? - 1989 – Utbränd - 1990 – Svindlarna - 1990 – Lida - 1990 – Farligt möte | - 1990 – Ryska huset - 1991 – Eldstorm - 1991 – Defenseless - 1991 – Iron Maze - dödens labyrint - 1991 – Galen identitet - 1992 – På heder och samvete - 1992 – Hoffa - 1992 – Kontakt med fienden - 1993 – Laddat vapen 1 - 1993 – Red Rock West - 1993 – Sniper - 1994 – Blue Chips - vinna eller försvinna - 1994 – Klienten - 1994 – En kvinnas list | - 1994 – Miraklet i New York - 1995 – Dans med döden - 1995 – Nixon - 1995 – På andra sidan gränsen - 1995 – The Babysitter - 1996 – Oskyldigt dömd? - 1996 – Dark Skies (tv-serie) - 1996 – Beslut utan återvändo - 1996 – Sling Blade - 1997 – Breakdown - 1997 – Hope - 1998 – Förhandlaren - 1998 – Välkommen till Pleasantville |